# Hayao Kobayashi
Hayao Kobayashi, nacido en 1942 en Tokio, Japón, es un químico y profesor universitario japonés de la universidad de Nihon. Está especializado en la investigación sobre conductores moleculares y superconductores orgánicos.

## Carrera académica y profesional
Estudió química en la Universidad de Tokio, obteniendo la licenciatura en 1967 y finalizando el doctorado tres años después. Fue contratado como profesor de la Universidad  de Toho en 1971 y ascendido a catedrático en 1980. Se trasladó en 1995 al Instituto de Ciencia Molecular de Okazaki. En 2007, se retiró de este puesto y se convirtió en profesor invitado de la Universidad de Nihon.

## Líneas de investigación
Comenzó la investigación sobre conductores moleculares en su época de estudiante de doctorado en
1967. Desde entonces, ha estudiado diferentes conductores moleculares, como los complejos TCNQ, complejos de platino parcialmente oxidado, BEDT-TTF, M(dmit)2, DCNQI, sistemas BETS, y más recientemente, metales moleculares de un solo componente como el [Ni(tmdt)2]. La mayoría de estas sustancias son donantes-π o aceptores-π y muchas de ellas fueron descubiertas por su equipo de investigación.
Sus principales intereses están presentes en el diseño y desarrollo de sistemas multifuncionales moleculares incluyendo materiales porosos con nuevas funciones electrónicas.

## Publicaciones y premios
Ha publicado más de quinientos artículos sobre los temas que ha investigado, siendo uno de los químicos más citados y cuyos trabajos han conseguido mayor difusión. Su índice h es de 13.
Ha sido distinguido por la Sociedad Química de Japón (CSJ) con el Premio al trabajo más creativo (1996) y el Premio de la CSJ (2005).